# Ingmar (bande dessinée)
Pour les articles homonymes, voir Ingmar.
Ingmar est une série de bande dessinée belge réalisée par Hervé Bourhis au scénario et Rudy Spiessert au dessin. Elle est pré-publiée à partir du 11 janvier 2006 dans Spirou.

## Synopsis
Quand les Vikings partent en expédition, le chétif Ingmar est chargé de veiller sur les femmes, les enfants et les vieillards. Il est alors le seul homme vaillant du village et pour passer le temps, il raconte aux enfants la saga d'Ingmar le preux, le vaillant, le conquérant... Pourtant, même les enfants n'y croient pas et le traitent de « pleutre » !
Le père d'Ingmar est le godhi, le chef du village. Blessé par une hache, il est devenu gâteux et doit être remplacé à la tête de la communauté. L'assemblée du Thing a donc décidé de lui faire succéder son fils le plus vaillant : soit Ingmar, l'aîné, soit Epson, le plus costaud. Mais Ingmar a tout de même de grandes qualités : la sensibilité et l'intelligence. C'est cette dernière qui lui vaudra les faveurs de son père au moment de choisir un nouveau godhi. Mais lors de la première épreuve de navigation en drakkar, Ingmar va s'échouer dans une forêt très mystérieuse.

## Les personnages
- Ingmar est un preux guerrier. Pourtant la réalité est tout autre : loin d'être fort et courageux comme tous les Vikings, il est frêle, peureux et paresseux. Mais il lui reste de nombreuses qualités en main.
- Epson est le portrait craché de son père. Il a toutes les qualités du valeureux Viking : fort, grand, courageux. Il est également excellent navigateur et ne recule jamais devant le combat ni le pillage. Mais il lui manque une qualité essentielle : l'intelligence.
- Cuneen est la nièce du moine d'un village irlandais où s'est échoué Ingmar. Elle est destinée au couvent et le valeureux guerrier doit l'y escorter. Mais sous ses allures de jeune fille pure, se cache en réalité une femme déterminée et courageuse. Séductrice, elle arrive plus d'une fois à décontenancer Ingmar.

## Publication

### Périodiques
La série est publiée dans Spirou depuis 2006.

### Albums
Bibliographie
1. Invasions et chuchotements, 46 planches soit 48 pages, 2006 (DL 02/2006)  (ISBN 2-8001-3793-2)
2. Crâne Noir, 46 planches soit 48 pages, 2007 (DL 01/2007)  (ISBN 2-8001-3919-6)
3. L'Élixir de vieillesse, 52 planches soit 48 pages, 2008 (DL 09/2008)  (ISBN 978-2-8001-4025-4)
4. Le Siège de Paris, 46 planches soit 48 pages, 2010 (DL 06/2010)  (ISBN 978-2-8001-4444-3)
5. Little Ingmar, mini-récit de 32 planches paru dans le no 3672 du 27 août 2008 du journal Spirou

### Éditeurs
- Dupuis : tomes 1 à 4 (première édition des tomes 1 à 4)